# Ciliegia Burlat
Burlat è una varietà di ciliegia, originaria della Francia, e viene coltivata anche in Italia, in Puglia e in Abruzzo.
Il raccolto avviene già da metà maggio. Il frutto si caratterizza per avere una dimensione media, a cuore. Ha un colore scuro.
La polpa è poco consistente.